# Sima Milovanov
Sima Milovanov (serbe : Cимa Милованов) (né le 10 avril 1923 à Bečej dans le royaume de Yougoslavie et mort le 16 novembre 2002) est un joueur international et entraîneur de football yougoslave (serbe).

## Biographie
Après avoir commencé sa carrière dans le club du FK Bečej, il rejoint ensuite le club du FK Vojvodina où il joue entre 1948 et 1957.
En sélection, il est connu pour avoir disputé la coupe du monde 1954 en Suisse avec l'équipe de Yougoslavie. Il joue en tout 51 matchs entre 1952 et 1960.
Après sa carrière de joueur, il entame une carrière d'entraîneur avec tout d'abord quelques clubs yougoslaves avant de prendre en main en 1972 l'équipe de Chypre.